# N,N-ジイソプロピルエチルアミン
N,N-ジイソプロピルエチルアミン（N,N-diisopropylethylamine, 略称 DIPEA または DIEA）はアミン化合物の一種。常温では無色で強いアミン臭を持つ液体。ほとんどの有機溶媒と任意の割合で混合するが、水には不溶である。ドイツの化学者であるジークフリート・ヘルムート・ヒューニッヒにちなみ、ヒューニッヒ塩基 (Hünig's base) とも呼ばれる。

## 性質
塩基性。似た構造のトリエチルアミンに比べてかさ高い置換基を持つため N-アルキル化を受けにくく、求核性が低いという特徴を持つ。代表的な非求核塩基の一つである。

## 用途
求核性が低いことから、アルキル化反応などに共存させる塩基として多用される。特に生理活性化合物の全合成において頻繁に用いられる。

## 安全性
引火点 10 ℃の可燃性液体である。皮膚や目に接触すると炎症を発生することがある。ラットでの経口毒性は 200–500 mg/kg 程度。消防法に定める第4類危険物 第1石油類に該当する。